# Hans Danuser
Hans Danuser est un photographe et artiste suisse, né le 19 mars 1953 à Coire et mort le 26 août 2024.
Il est un des précurseurs de la photographie contemporaine en Suisse.

## Biographie

### Origines et formation
Hans Danuser naît le 19 mars 1953 à Coire, dans le canton des Grisons. Il est originaire de Felsberg, dans le même canton.
Il fait un apprentissage de photographe auprès du photographe de mode et de publicité allemand Michael Lieb à Zurich de 1971 à 1974.

### Parcours artistique
Hans Danuser est l'un des précurseurs de la photographie contemporaine en Suisse.
Son cycle In Vivo, sur lequel il travaille presque dix ans, de 1980 à 1989, lui apporte une reconnaissance internationale. Il est composé de 93 photographies en noir et blanc, en sept séries, consacrées à des sujets tabous de la société industrielle ou post-industrielle tels que le marché de l'or, la biotechnologie, le nucléaire et l'industrie chimique,,.
Il collabore par la suite avec des architectes, notamment Peter Zumthor en 1989 et 2003, et s'intéresse dans les années 1990 à la génétique et à la médecine de la reproduction.
Il met au point de 1992 à 1997 un nouveau procédé photographique pour la couleur, la matographie : « des lignes rouges, bleues ou violettes sont placées sous l'émulsion photographique ; lors du développement, la couleur jaillit du fond, s'impose à l'exposition en noir et blanc comme si elle avait toujours existé, à l'instar de la couleur dans la nature ».
Il est artiste invité, à la fin des années 2000, à l'Institut d'histoire de la culture de l'Université de Zurich et professeur invité à l'École polytechnique fédérale de Zurich.

### Mort
Hans Danuser meurt de manière soudaine le 26 août 2024, à l’âge de 71 ans.

## Distinctions
- 1991 : prix Conrad-Ferdinand-Meyer (de)[1]
- 1992 : prix Manor du canton des Grisons[1]
- 2002 : prix de la culture du canton des Grisons[1]

## Expositions
- 1985 : Musée grison des Beaux-Arts[5]
- 1995 : Biennale de Venise[1]
- 1996 : Kunsthaus de Zurich[9]
- 1997 : Biennale d'art contemporain de Lyon[1]
- 2007 : Dunkelkammern der Fotografie, Musée grison des Beaux-Arts[10]

## Publication
- (de) Hans Danuser, Köbi Gantenbein (de) et Philip Ursprung (de) (photogr. Hans Danuser), Zumthor sehen, Zurich, Edition Hochparterre bei Scheidegger & Spiess, 2009, 88 p. (ISBN 9783858812353)